# Hungría en los Juegos Paralímpicos de Barcelona 1992
Hungría estuvo representada en los Juegos Paralímpicos de Barcelona 1992 por un total de 43 deportistas, 34 hombres y nueve mujeres.

## Medallistas
El equipo paralímpico húngaro obtuvo las siguientes medallas:
| Nombre                                  | Deporte                    | Evento                         |
| --------------------------------------- | -------------------------- | ------------------------------ |
| Oro                                     |                            |                                |
| Pál Szekeres                            | Esgrima en silla de ruedas | Florete individual 2 masculino |
| János Becsey                            | Natación                   | 50 m libre S7 masculino        |
| János Becsey                            | Natación                   | 100 m libre S7 masculino       |
| Zsolt Vereczkei                         | Natación                   | 50 m espalda S5 masculino      |
| Plata                                   |                            |                                |
| Katalin Engelhardt                      | Natación                   | 50 m mariposa S6 femenino      |
| Anikó Laki                              | Natación                   | 100 m braza SB8 femenino       |
| Judit Pusztafiné Paulik Ilona Sasváriné | Tenis de mesa              | Equipo 3 femenino              |
| Bronce                                  |                            |                                |
| Attila Pazinczár                        | Atletismo                  | Disco B3 masculino             |
| Diána Zámbó                             | Natación                   | 50 m mariposa S6 femenino      |
| János Becsey                            | Natación                   | 100 m braza SB7 masculino      |
| Paulik Ilona Sasváriné                  | Tenis de mesa              | Individual 3 femenino          |